# 读取时间
读取时间(Access Time)，是从存储器控制器给出读出的指令，到存储器(内存，memory)应答，输出所需的数据，所用的时间。对于早期存储器和现在较小型的存储器而言，读取时间是衡量存储器性能最重要的指标之一。

## 额外补充
由于技术进展，大规模存储器设计往往应用pipeline技术和Burst Mode。对于这些存储器而言，通常使用术语latency和data rate来衡量存储器的Timing指标。